# Upphovsrättsdirektivet
Upphovsrättsdirektivet, copyrightdirektivet eller DSM-direktivet, fullständigt namn Europaparlamentets och rådets direktiv (EU) 2019/790 av den 17 april 2019 om upphovsrätt och närstående rättigheter på den digitala inre marknaden och om ändring av direktiven 96/9/EG och 2001/29/EG, är ett EU-direktiv. Dess syfte är att harmonisera och modernisera bestämmelser om digital upphovsrätt inom Europeiska unionen, att minska intäktsgapet mellan monopolliknande internetföretag och europeiska innehållsproducenter samt att främja en digital inre marknad inom EU. Direktivet skulle vara införlivat i medlemsstaternas lagstiftningar senast den 7 juni 2021, men i flera medlemsstater försenades införlivandet kraftigt. I Sverige började lagändringarna för att uppfylla direktivet gälla 1 januari 2023. 2024 blev Polen sista land att införliva bestämmelserna.
Direktivet väckte stor debatt i flera EU-länder, däribland Sverige. Kritiken gällde i huvudsak två artiklar, artikel 15 som berörde möjligheterna för specifika webbplattformar (såsom sökmotorer och nyhetsaggregatorer) att länka till presspublikationers material, och artikel 17, som införde nya krav för onlineplattformar för att slippa upphovsrättsligt ansvar för olovligt material på sina plattformar.
Direktivet förespråkades av organisationer som företräder europeiska upphovsrättsinnehavare (till exempel konstnärer, författare och journalister), av kultur- och mediebranschen och av EU-kommissionen. Förespråkare menade exempelvis att ett parodiundantag redan hade reglerats i EU:s tidigare upphovsrättsdirektiv, och att internetmemer och gif-bilder explicit skyddades i versionen från mars 2019. Skyddet ska i praktiken upprätthållas genom att användare anonymt ska kunna begära att webbplattformarna manuellt omprövar felaktig automatblockering, och genom att blockeringsbeslut ska kunna överklagas till annan instans. Förespråkarna tror att webbplattformarna kan komma överens med upphovsrättsinnehavarnas företrädare så att blockering i många fall kan undvikas.
Kritiker av förslaget har beskrivit licensavgifterna i artikel 15 som en "länkskatt", som inte webbplattformarna alltid kommer att vara beredda att betala, och menar att tidigare erfarenheter visar att licenser inte kan vända mediebranschens negativa utveckling men minska antalet läsare. De menar att den automatiserade blockeringen i artikel 17 kan bli inexakt och därmed i praktiken fungera som censur som hindrar den fria spridningen av information, även sådan information som användaren har grundlagsstadgad rätt att sprida. Webbplattformarna kan välja att filtrera bort längre citat ur media istället för att betala licenser, vilket kan hindra fri debatt och fritt informationsflöde på Internet. Kritiker menar att kraven på onlineplattformarna ger dess ägare incitament att hellre blockera än släppa fram vid tveksamma fall.

## Direktivets innehåll
Direktivet är en utökning EU:s Infosoc-direktivet från 2001. Direktivet introducerar flera nya, obligatoriska inskränkningar i upphovsrätten, bland annat för utbildning, text- och datautvinning och kulturarvets bevarade. Dessutom innehåller direktivet bestämmelser som ska underlätta licensiering när skyddat material används inom kulturarvsinstitutioner samt för att förbättra transparensen och åstadkomma mer välbalanserade avtalsmässiga förhållanden mellan upphovsmän och utövande konstnärer och dem till vilka de överlåter sina rättigheter.
Direktivet innehåller också bestämmelser som syftar till att underlätta onlinelicensiering av publikationer för pressutgivare. Bestämmelsen utökar kraven på webbplattformar (exempelvis sökmotorer, sociala medier, video- och fotodelningssajter och nyhetsaggregatorer såsom Facebook och Google) som länkar till och förhandsvisar webbplatsers innehåll (med så kallade rika länkar eller HTML snippets), eller som kan användas för att sprida upphovsrättsskyddat material. Enligt artikel 15 måste dylika plattformar dela med sig av sina reklamintäkter genom att köpa licenser av dem som innehar upphovsrätt till förhandsvisat material (främst nyhetsmedier) och som inte avstår från licensavgifter. Enligt artikel 17 måste motsvarande kategori av webbplattformar motverka att blockerat material laddas upp igen, vilket av flera bedömare har tolkats som krav på uppladdningsfilter.
Om webbplattformen inte köper licens av rättighetsinnehavaren får endast mycket korta citat visas i anslutning till en webblänk till en nyhetssajt. Kravet på uppladdningsfilter innebär att ansvaret för att söka efter upphovsrättsintrång bland användargenererat innehåll förs över från rättighetsinnehavaren till de stora kommersiella webbplattformarna. Definitionen av de onlineplattformar som omfattas av artikel 17 förtydligar att onlineencyklopedier som Wikipedia undantas från kraven i artikel 17.

### Avdelning I
Den inledande avdelningen innehåller övergripande material. Artikel 1 handlar om "Syfte och tillämpningsområde", medan artikel 2 handlar om "Definitioner". Där definieras bland annat de onlineplattformar som omfattas av artikel 17, samt begrepp som text- och datautvinning, presspublikation, kulturarvsinstitution och forskningsorganisation.

### Avdelning II
I avdelning II finns artiklarna 3–7, som introducerar ett antal nya obligatoriska inskränkningar i upphovsrätten. Infosoc-direktivet syftade till att harmonisera inskränkningsbestämmelserna i den europeiska upphovsrätten, men teknisk utveckling och bristande framgång med harmonisering gjorde att EU i artiklarna 3–6 valde att introducera flera nya obligatoriska inskränkningsbestämmelser. Det gäller bland annat två stycken inskränkningar för text- och datautvinning (TDM) (art. 3–4). Artiklarna introducerar nya inskränkningar för text och data mining (TDM), vilket skulle kunna skapa en ny standard i hela EU. Artikel 3 innebär en bred inskränkning för TDM för forskningsändamål, medan artikel 4 innehåller en snävare inskränkning för alla typer av användning, men där rättighetsinnehavare kan välja att opta ut.
Artikel 5 innehåller en obligatorisk inskränkning för användning av verk i digital och gränsöverskridande undervisningsverksamhet, bland annat med en legal fiktion som innebär att användningen förklaras äga rum i det land där utbildningsinstitutionen har sin hemvist, oavsett var någonstans deltagarna (vid digital användning) befinner sig. Inskränkningen gäller dock inte om det finns en avtalslicens lättillgänglig på marknaden som motsvarar samma användning.
Artikel 6 introducerar en ny obligatorisk inskränkning för kulturarvsinstitutioner, i svenska upphovsrättslagen definierat som bibliotek tillgängliga för allmänheten, museer samt arkiv och institutioner för film- och ljudarvet. Inskränkningen tillåter exemplarframställan (det vill säga att göra kopior) för bevarandeändamål. Artikel 7 innehåller gemensamma bestämmelser, bland annat att artiklarna 3–6 inte kan åsidosättas genom avtal.

### Avdelning III
Avdelning III delas in i fyra kapitel. Kapitel 1 omfattar artiklarna 7–10, med "åtgärder för att förbättra licensieringspraxis och säkerställa bredare tillgång till innehåll". Artikel 7 handlar om "kulturarvsinstitutioners användning av utgångna verk" (verk som inte finns i handeln), artikel 8 handlar om "gränsöverskridande användning", artikel 9 handlar om "dialog mellan berörda parter", och artikel 10 om "förhandlingsmekanismer". Kapitel 2 omfattar en längre artikel, "Åtgärder för att underlätta kollektiv licensiering ", som syftar till att "uppnå en välfungerande marknadsplats för upphovsrätt". Kapitel 3 innehåller också bara en artikel, en förhandlingsmekanism för att öka "tillgång och tillgänglighet när det gäller audiovisuella verk på plattformar för beställvideo."
Kapitel 4 innehåller artikeln "bildkonstverk som är fria för var och en att använda", som innebär att man inte kan hävda någon ny upphovsrätt på digitala återgivningar (såsom fotografier) av bildkonst som är i public domain. Det går alltså inte att hävda någon upphovsrätt på ett fotografi av en tavla i public domain.

### Avdelning IV
Avdelning IV innehåller "åtgärder för att uppnå en välfungerande marknad för upphovsrätt". Här återfinns de kritiserade artiklarna 15 och 17, men även artiklar om "krav på rimlig kompensation" (art. 16). Artiklarna 15–16 utgör kapitel 1, medan artikel 17 inleder kapitel 2, "viss användning av skyddat innehåll via onlinetjänster." Kapitel 3 innehåller bestämmelser som syftar till "skälig ersättning i upphovsmäns och utövande konstnärers avtal för kommersiell användning", bland annat genom en princip om lämplig och proportionell ersättning, transparenskrav och en avtalsanpassningsmekanism. Därtill innehåller kapitel 3 ett rätt till återkallande av rättigheter från rättighetsinnehavaren, om upphovspersonen har överlåtit dessa. Kapitltet avslutas med gemensamma bestämmelser.

#### Artikel 15 (f.d. Artikel 11)
Artikel 15 säger att webbplattformar som återger mer än "enstaka ord eller mycket korta utdrag" ur nyhetsberättelser måste köpa licenser av pressutgivarna. Det är ännu oklart hur domstolar kommer att tolka innebörden av "mycket kort", men formuleringen tros innefatta flertalet fall av den typ av förhandsvisning (i form av HTML-snippets bestående av nyhetsartikelns rubrik och ingress) som automatiskt har visats av sociala nätverk och nyhetsaggregatorer i anslutning till hyperlänkar. Artikel 15 kallades därför i debatten för en länklicens, en länkskatt eller en Googleskatt.
I senare versioner av förslaget till artikel 15 gjordes undantag för akademiska och vetenskapliga periodiska publikationer, vilka även i fortsättningen ska kunna citeras online i enlighet med citaträtten. I versionen från mars 2019 regleras att journalister i sin tur måste få del av eventuella licensintäkter som erhållits av deras nyhetsutgivare. I förslaget från februari 2019 görs dock inga undantag för tjänster som drivs av individer, småföretag eller icke vinstdrivande företag.[källa behövs]
Lagstiftning som liknar artikel 15 har existerat i Tyskland och Spanien, i syfte att försöka ta betalt av nyhetsaggragatorer för den trafik de sänder till pressutgivarna. Försöket ledde till att Google news avbröt sin tjänst i Spanien, och lagen avskaffades därefter där. Den tyska lag för utökad upphovsrätt för pressförlag (ty. Leistungsschutzrecht für Presseverleger) som infördes 2013 ledde inte till någon varaktig och tydlig ökning av omsättningen för mediakonsortiet VG Media, en marknadsledande förvaltningsorganisation för upphovsrätt i Tyskland. VG Media organiserar 97 % av tyska utgivare, men förmedlade endast belopp motsvarande mindre än 0,02 % av utgivarnas omsättning under 2017.. Lagen har inte löst problemen med minskande tidningsintäkter i Tyskland..

#### Artikel 17 (f.d. Artikel 13)
Artikel 17 kräver att leverantörer av kommersiella webbplatser och appar där användarna kan ladda upp eget material måste göra sitt bästa för att blockera upphovsrättsskyddat innehåll som man inte har köpt licenser för att tillgängliggöra. Leverantörerna skall dessutom i samarbete med europeiska rättsinnehavare vidta åtgärder för att säkerställa tillämpningen av avtal som ingåtts med rättsinnehavare för att använda deras verk. I praktiken har detta tolkats som att webbplattformarna måste införa automatiska innehållsfilter för att upptäcka sådant innehåll som rättsinnehavarna har registrerat som upphovsrättsskyddat. Kravet gäller inte små webbplattformar (med omsättning under 10 miljoner euro per år eller med mindre än 5 miljoner unika besökare per månad), och inte heller nya (som har varit tillgängliga i unionen i mindre än tre år), inte plattformar som ägs av privatpersoner och inte icke-kommersiella plattformar.
Webbplattformarnas användare kan även i fortsättningen bli stämda om de laddar upp upphovsrättsskyddat material. Om en domstol finner att en webbplattform inte har ansträngt sig tillräckligt i licens- eller filtreringsarbetet, blir även webbplatsens leverantör ansvarig för användarnas överträdelser. Tjänsteleverantörerna skall informera rättsinnehavare om åtgärderna och hur de tillämpas. Artikel 17 (f.d. Artikel 13) kallades av kritiker för memförbud (meme ban) och censur. I den version som antogs den 26 mars exkluderades emellertid internetmemer och gif-bilder explicit från direktivet. Artikeln innehåller också formuleringar om rapportering och införandet av mekanismer för klagomål och överprövning av blockeringsbeslut, och om medlemsstaternas roll för att underlätta samarbetet mellan tjänsteleverantörer och rättsinnehavare.

### Avdelning V
Avdelning V utgör slutbestämmelserna, artiklarna 24–31. Artikel 24 handlar om "ändringar av andra direktiv", artikel 25 om "tillämpningsperiod", artikel 26 om "övergångsbestämmelser", artikel 27 om "skydd av personuppgifter", artikel 28 om "införlivande", artikel 29 om "översyn", artikel 30 om "ikraftträdande" och artikel 31 om "adressater".

## Argument för och emot direktivet

### Kritik

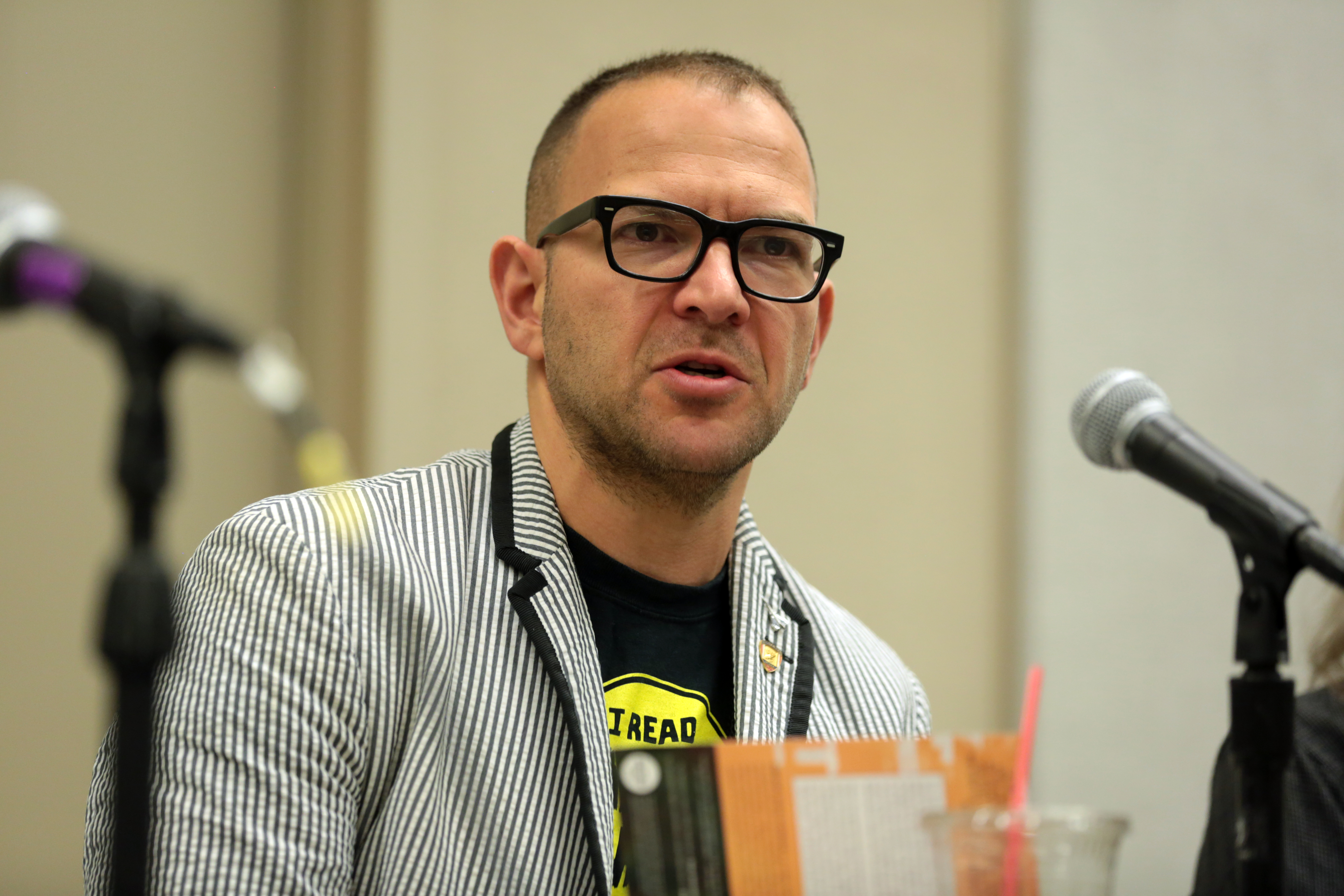
Cory Doctorow, är en författare och aktivist för uppluckring av upphovsrätten som yttrat sig mot förslaget.

Några av direktivets förslag, framför allt Artiklarna 15 och 17, har mött skarp kritik från aktivister men också från författare, förläggare och nyhetsbyråer, jurister och internetexperter, kulturinstitutioner, användare och medborgarrättsorganisationer, OHCHR, lagstiftare, politiker och EU-studier.
Artikel 15 har beskrivits som en "länkskatt" (jämförbar med den svenska "kassettskatten") som ska betalas till förlag, och Artikel 17 har tolkats som ett krav på filtrering av upphovsrättsskyddat material som användare laddar upp. 
Medieföretag förespråkar denna artikel, men enligt EU:s studier motsatte sig journalister, publicister och forskare denna artikel, åtminstone i versionen från 2017.
Kritiker av Artikel 17 menar att förslaget skulle expandera det juridiska ansvaret för webbplatser och tvinga dem att installera automatiska uppladdningsfilter för att upptäcka eventuella brott mot upphovsrätten, i likhet med Youtube ContentID, och Soundclouds. Webbplatsers ansvar/fristad reglerades tidigare genom direktiv 2000/31/EG. Sådana automatiska filtersystem är dock långt ifrån säkra och orsakar problem. Dessutom finns det stora risker för att systemet missbrukas, genom okynnesanmälningar. Cory Doctorow har tagit exemplet att någon skulle kunna ladda in hela Wikipedias innehåll och anmäla alla som citerar dess innehåll på Twitter, Facebook och Wordpress, trots att Wikipedia ligger under en fri licens. Wikimedia Foundation har argumenterat för att webbplattformar inte ska ersätta mänsklig granskning med automatiska system.
Artikel 17 föreslogs efter en studie gjord av EU-kommissionen som "inte visa[de] robusta statistiska bevis för att försäljningen av intrång i upphovsrätten på internet skulle förändras". Automatiska system kan inte identifiera när material används enligt undantag i upphovsrättslagen eller efter att skyddstiden passerats, vilket sannolikt betyder att public domain skulle påverkas av artikel 17. Artikel 17 är den mest kontroversiella av alla artiklar bland aktivister och kritiker som hävdar att det skulle inskränka friheten på internet. Bland annat menar kritiker att direktivet innebär slutet för många internetfenomen, att innovation minskar för mindre företag som inte har råd att utveckla storskaliga filtreringssystem för uppladdat material, vilket i sin tur ökar risken för monopol för företag som Google, och censur, bland annat av lagliga parodier på upphovsrättsligt skyddade bilder, eftersom automatiska matchningsalgoritmer kan ha svårigheter att skilja på parodi och original.

### Stöd för direktivet
Direktivet välkomnas bland annat av organisationer som företräder upphovsrättsinnehavare som till exempel konstnärer, fotografer och musiker. Organisationerna anser att det finns ett stort ”värde-gap” mellan storleken på de intäkter som användningen av skyddat material genererar till leverantörer av innehållsdrivna tjänster på internet och intäkterna till upphovsrättsinnehavarna och att det saknas adekvata mekanismer för att säkerställa att rättigheterna efterföljs. De ser direktivet som ett sätt att råda bot på denna obalans och ge förutsättningar för en mer rättvis och hållbar marknad för kulturskapare och andra aktörer i den digitala miljön.
Argumentet får stöd av den statliga utredningen Konstnärspolitiska utredningen som överlämnade sitt betänkande ”Konstnär – oavsett villkor?” (SOU 2018:23) till Kulturdepartementet den 28 mars 2018.

## Historik

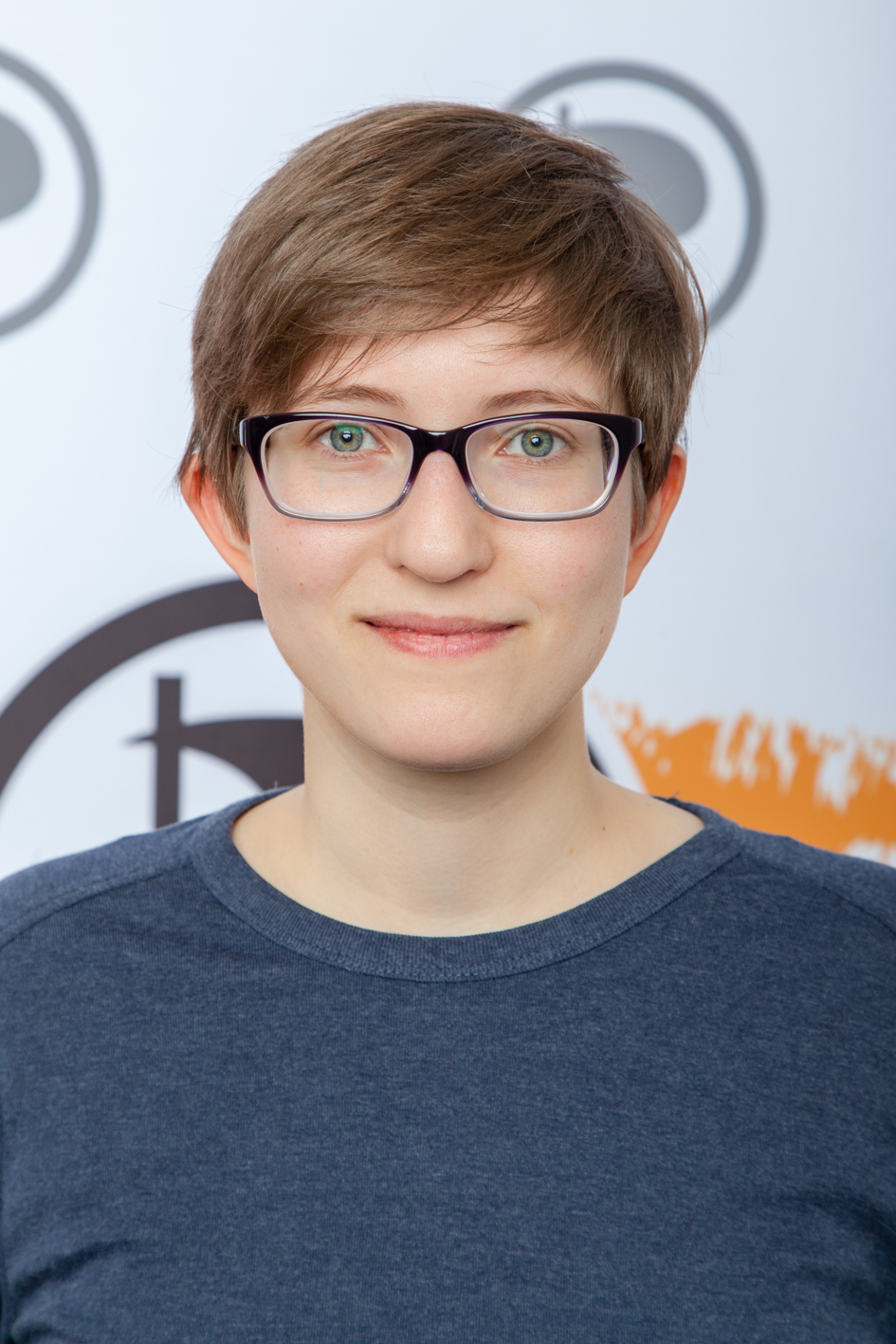
Julia Reda, som skrev den rapport som startade processen.

### Bakgrund
Redan sedan tidigare är leverantörer av elektroniska anslagstavlor och nätgemenskaper, exempelvis sociala medier, skyldiga att ta bort upphovsrättsskyddat material om någon uppmärksammar dem om upphovsrättsintrång, bland annat enligt den svenska BBS-lagen, men har inte själva varit skyldiga att söka efter upphovsrättsskyddat material.
År 2007 började Youtube att införa innehålls-ID, som är ett digitalt fingeravtryckssystem som har utvecklats av Google. Det söker automatiskt efter upphovsrättsskyddat material efter att användare har laddat upp videoklipp till Youtube. Systemet jämför innehållet med ljud- och videofiler som har registrerats med innehålls-ID av innehållsägare. Om systemet identifierar en matchning kan innehållsägaren begära rätten till det (content claim), och välja mellan om videoklippet ska blockeras, om ljudet ska tas bort eller om de ska få reklamintäkter för det. En användare blockeras efter att vid upprepade tillfällen ha laddat upp upphovsrättskyddat innehåll. Emellertid förekommer att systemet gör falska positiva matchningar. Åtminstone vid ljudfiler har systemet 99,7 procent noggrannhet, enligt Google. Den som laddade upp innehållet kan bestrida automatblockeringen, vilket sker i under 1 procent av fallen enligt Google.

### Ursprung 2016
Förslaget till nytt upphovsrättsdirekt framtogs ursprungligen den 14 september 2016 av Europeiska kommissionen, som tar alla lagstiftande initiativ i EU. Detta skedde när Europaparlamentet bad om ett sådant förslag med en rapport på eget initiativ (den så kallade Reda-rapporten).

### Antagande och avslag maj-juli 2018
Ständiga representanternas kommitté (Coreper) inom Europeiska unionens råd godkände den 25 maj 2018 en text som togs till trepartsmötesförhandlingarna med Europaparlamentet för att nå en slutlig version, efter det att Europaparlamentets utskott för rättsliga frågor och parlamentet godkänt sina egna texter.
Den 20 juni 2018 röstade utskottet för rättsliga frågor för att anta direktivet. Efter att mer än tio procent av ledamöterna motsatt sig förslaget skickades det dock till omröstning i plenum, där det med knapp marginal (318 röster mot och 278 för) avslogs den 5 juli i sin dåvarande utformning. Omröstningen i parlamentet föregicks av stor uppmärksamhet, bland annat efter att fyra språkversioner av uppslagsverket Wikipedia släckte ner åtkomsten under 36 timmar som en protest mot det lagförslag som enligt dem hotade deras verksamhet.

### Version antagen i september 2018
Det omarbetade förslag som antogs av Europaparlamentet den 12 september 2018 medger undantag från licensavgifter vid enskilda användares privata och icke-kommersiella användning och länkning av presspublikationer.
Ett senare borttaget tillägg (artikel 12a) som gjordes i det förslaget skulle ge arrangörer av sportevenemang ett särskilt starkt skydd i förslaget och måste ge internetplattformarna sitt godkännande för att inte fotografier av händelserna ska blockeras.

### Version antagen i februari 2019
EU:s trilogmöten resulterade i en preliminär uppgörelse mellan EU:s olika lagstiftare i februari 2019. Företrädare för Europaparlamentet och Europeiska unionens råd kom överens en preliminär versionen av upphovsrättsdirektivet. Rådet godkände förslaget formellt den 20 februari 2019. Av 28 länder röstade alla förutom fem: Finland, Italien, Luxemburg, Nederländerna och Polen. Innan förslaget kan träda i kraft måste även Europaparlamentet godkänna förslaget.

### Version antagen i mars 2019
Efter ytterligare några tillägg godkändes förslaget den 26 mars 2019 av EU-parlamentet. och av Europeiska rådet den 15 april. 348 parlamentsledamöter röstade för och 278 mot. Parlamentet avböjde att votera om ändringsförslag, med bara 5 rösters marginal. I voteringen om ändringsförslag uppgav 13 ledamöter att de tryckte på fel knapp, varav tre svenska ledamöter. Vad gäller sportevenemang säger den version som antogs endast på sista sidan att kommissionen i framtiden kommer att bedöma utmaningarna med olagliga onlinesändningar av sport. I denna version omnumrerades artiklarna om, så att exempelvis artikel 11 blev 15 och 15 blev 17[källa behövs].

### Version antagen i april 2019
En slutlig version av direktivet antogs i april 2019 av Europaparlamentet och Europeiska unionens råd, efter att 19 medlemsstater (representerande 71 procent av EU:s befolkning i de röstberättigade länderna) röstade för det, 6 emot och 3 lade ned sina röster.

### Införlivande och genomförande
Direktivet skulle vara införlivat av medlemsstaterna senast den 7 juni 2021. Flera medlemsstater införlivade dock inte direktivet korrekt och Europeiska kommissionen beslutade därför att väcka talan om fördragsbrott mot sex medlemsstater den 15 februari 2023.